# ゾイドSS
『ゾイドSS』（ゾイドエスエス）は、岩瀬昌嗣による日本の漫画作品。｢電撃ホビーマガジン｣2013年7月号から2014年5月号まで連載された。全1巻。

## 概要
『ZOIDS concept art』の派生シリーズ『ゾイドオリジナル』のコミカライズとなっており、主に同作が初出のゾイドが登場している。
大きく分けて4章に分かれており、章毎に主人公や登場人物が変わる。時系列はゾイドオリジナル同様、中央大陸戦争末期～終結後となっている。

## 登場人物

### 1章
カイ・バンズ
乗機：ミラージュフォックス/ルクシー
ティスの兄。非常に高い知能を持つ。3章以降ではフォックス小隊隊長を務める。
ティス・バンズ
乗機：ミラージュフォックス/フォクシー
カイの妹。超人的な感覚を持つ。エピローグでは、フォクシーとともに草原に佇んでおり、帰ってきたカイの元へ駆け寄っている。
ヤード・バンズ
乗機：ゾイドマンモスMP
カイとティスの父親。共和国軍を退役し、共和国領内で完全中立を掲げる村へと向かっていく最中にルクシーとフォクシーに出会い、カイとティスを保護する。
バイアン
乗機：ディメトロドン強化型(バイアン専用機)
マスター・ザッパ
乗機：コマンドウルフMZ(後期型)/ドラゴンヘッド、ミラージュフォックス
共和国軍トラップ遊撃隊隊長。3章では士官学校の教官を務める。

### 2章
アッシュ・ラボーン
乗機：ジェノリッター
元帝国軍新鋭騎士団エースパイロット。階級は大佐。暴走し、ブッカーに襲いかかったジェノリッターに一太刀浴びせ、ジェノリッターにパイロットとして認められる。
ウォール・スペクター
乗機：シールドライガーTG
共和国軍パイロット。スペクター小隊所属。
ブッカー
元帝国軍司令官。ヤークトジェノ研究チームの一角を担い、出世を目論んでいる。
Drデモン

### 3章
テッド・スペクター
乗機：コマンドウルフRGC
士官学校生。ウォール・スペクターの息子。
イーノ
乗機：コマンドウルフRGC
パークス
乗機：コマンドウルフRGC

### 4章
レッド・ペイジ
乗機：ストームソーダーFSV
レッド小隊隊長。
グラム・ボラン
乗機：ストームソーダーFSV
レッド小隊所属。
グレイス・ジェファーソン
乗機：ストームソーダーFSV
レッド小隊所属。
スミス・タイラー
乗機：ストームソーダーFSV
レッド小隊所属。
エリカ・アサギ
乗機：ミラージュフォックス量産機
フォックス小隊所属。
モット・ハンター
乗機：レドラー
帝国軍残党のエース。

## コミックス
2014年7月25日発行 ISBN 4048665987